# Infliximab
Infliximab, được bán dưới tên thương hiệu Remicade trong số những người khác, là một loại thuốc dùng để điều trị một số bệnh tự miễn. Điều này bao gồm bệnh Crohn, viêm loét đại tràng, viêm khớp dạng thấp, viêm cột sống dính khớp, bệnh vẩy nến, viêm khớp vẩy nến và bệnh Behçet. Nó được tiêm bằng cách tiêm chậm vào tĩnh mạch, thường là trong khoảng thời gian sáu đến tám tuần.
Các tác dụng phụ thường gặp bao gồm nhiễm trùng, phản ứng truyền dịch cấp tính và đau bụng. Infliximab là một sinh học kháng thể đơn dòng chimeric. Nó hoạt động bằng cách liên kết với TNF-α. TNF-α là một chất hóa học (cytokine) và là một phần quan trọng của phản ứng tự miễn dịch. Trong viêm khớp dạng thấp, Infliximab dường như hoạt động bằng cách ngăn chặn TNF-α liên kết với thụ thể của nó trong tế bào.
Infliximab đã được phê duyệt cho sử dụng y tế tại Hoa Kỳ vào năm 1998. Ban đầu nó được phát triển ở chuột dưới dạng kháng thể chuột. Bởi vì con người có phản ứng miễn dịch với protein chuột, miền phổ biến của chuột đã được thay thế bằng miền kháng thể tương tự ở người. Chúng là các kháng thể đơn dòng và có cấu trúc và ái lực giống hệt với mục tiêu. Bởi vì chúng là sự kết hợp của các chuỗi amino acid kháng thể của chuột và người, chúng được gọi là "kháng thể đơn dòng chimeric". Tại Hoa Kỳ, Remicade có thể có giá tới 19.000 đô la mỗi tháng. Infliximab biosimilars đã được phê duyệt tại EU (2013), Nhật Bản (2014) và Hoa Kỳ (2016).

## Sử dụng trong y tế

### Bệnh Crohn
Ba kiểu hình, hoặc các loại bệnh, có trong bệnh Crohn: bệnh nghiêm ngặt (gây hẹp ruột), bệnh xâm nhập (gây ra lỗ rò hoặc kết nối bất thường của ruột) và bệnh viêm (chủ yếu gây viêm).

#### Bệnh sùi mào gà
Infliximab lần đầu tiên được sử dụng để đóng lỗ rò trong bệnh Crohn năm 1999. Trong một thử nghiệm lâm sàng giai đoạn II, 94 bệnh nhân, các nhà nghiên cứu cho thấy Infliximab có hiệu quả trong việc đóng lỗ rò giữa da và ruột ở 56-68% bệnh nhân. Một thử nghiệm lâm sàng giai đoạn III lớn, gồm 296 bệnh nhân được gọi là thử nghiệm ACCENT 2 cho thấy Infliximab cũng có lợi trong việc duy trì đóng lỗ rò, với gần hai phần ba trong số tất cả các bệnh nhân được điều trị bằng ba liều Infliximab ban đầu có phản ứng lỗ rò sau 14 tuần, và 36% bệnh nhân duy trì đóng lỗ rò sau một năm, so với 19% bệnh nhân được điều trị bằng giả dược. Thử nghiệm cuối cùng này đã cho phép FDA chấp thuận loại thuốc này để điều trị bệnh fistulizing.

#### Bệnh viêm
Infliximab đã được sử dụng để gây ra và duy trì sự thuyên giảm trong bệnh Crohn. Thử nghiệm ACCENT 1, một thử nghiệm lớn, đa trung tâm, cho thấy 39 đến 45% bệnh nhân được điều trị bằng Infliximab, người đã có phản ứng ban đầu với nó, duy trì sự thuyên giảm sau 30 tuần, so với 21% được điều trị bằng giả dược. Nó cũng cho thấy sự duy trì trung bình của sự thuyên giảm từ 38 đến 54 tuần so với 21 tuần đối với những bệnh nhân được điều trị bằng giả dược.
Bệnh nhân của Crohn có những đợt bùng phát bệnh giữa các giai đoạn bệnh. Flares nặng thường được đối xử với steroid thuốc để có được thuyên giảm, nhưng steroid có nhiều tác dụng phụ không mong muốn, vì vậy một số gastroenterologists nay đang ủng hộ việc sử dụng infliximab là thuốc đầu tiên để cố gắng có được bệnh nhân vào thuyên giảm. Điều này đã được gọi là phương pháp điều trị từ trên xuống.

### Viêm đại tràng
Infliximab nhắm đích TNF, được cho là có liên quan nhiều hơn đến các cytokine Th1. Viêm loét đại tràng được cho là một bệnh Th2, và Infliximab sẽ được sử dụng hạn chế. Tuy nhiên, bệnh nhân bị viêm loét đại tràng đã bắt đầu được điều trị bằng Infliximab trên cơ sở hai thử nghiệm lâm sàng lớn được thực hiện vào năm 2005 bởi Paul Rutgeerts và William Sandborn. Các thử nghiệm điều trị viêm loét đại tràng cấp tính (ACT1 và ACT2) để đánh giá công dụng của Infliximab trong viêm loét đại tràng cho thấy 44-45% bệnh nhân được điều trị bằng Infliximab trong một năm duy trì đáp ứng với thuốc, so với 21% bệnh nhân được điều trị thuốc giả dược. Sau hai tháng, đáp ứng là 61-69% đối với bệnh nhân được điều trị bằng Infliximab và 31% cho những bệnh nhân được điều trị bằng giả dược.
Các loại thuốc mới hơn như Etrolizumab có hiệu quả tương tự như Infliximab với ít tác dụng phụ hơn trong điều trị viêm loét đại tràng.

### Viêm khớp vảy nến
Trong viêm khớp vẩy nến (PsA), các chất ức chế TNF, chẳng hạn như Infliximab, cải thiện các dấu hiệu và triệu chứng. Một số liệu pháp với hiệu quả khiêm tốn đã được nghiên cứu trong bệnh vẩy nến móng tay. Trong số các tác nhân có sẵn, dữ liệu chất lượng cao hơn có sẵn để hỗ trợ hiệu quả của cyclosporine và Infliximab. Dựa trên các nghiên cứu ở AS, kết quả cho thấy Infliximab, etanercept và adalimumab có khả năng làm giảm các dấu hiệu và triệu chứng của sự tham gia dọc trục từ trung bình đến nghiêm trọng ở PsA ở những bệnh nhân có đáp ứng không đầy đủ với NSAID (độ 1a, độ A). Các chất chống TNF (Infliximab và etanercept; cấp 1b, độ A) có hiệu quả hơn trong điều trị viêm nhiễm hơn so với các tác nhân truyền thống. Kết quả cho thấy Infliximab có hiệu quả trong điều trị viêm dactyl ở PsA.

### Khác
Nó đã được phê duyệt để điều trị viêm cột sống dính khớp, viêm khớp vẩy nến, bệnh vẩy nến, viêm khớp dạng thấp.
Infliximab cũng được kê đơn (ngoài chỉ định) để điều trị bệnh Behçet.
Infliximab là tác nhân sinh học được sử dụng thường xuyên nhất trong điều trị viêm đa khớp tái phát. Một nửa số bệnh nhân thấy được lợi ích từ phương pháp điều trị này và một số bệnh nhân khác bị nhiễm trùng mà trong một số trường hợp dẫn đến tử vong.
Đã có nhiều báo cáo trường hợp về hiệu quả của Infliximab trong các bệnh viêm da khác nhau; FDA đã phê duyệt Infliximab cho bệnh vẩy nến mảng mãn tính nghiêm trọng ở người lớn vào tháng 9 năm 2006.
Infliximab đã được sử dụng ngoài nhãn hiệu trong điều trị sarcoidoisis trơ, trong đó các phương pháp điều trị khác không hiệu quả.
Infliximab đã được thử nghiệm trong COPD nhưng không có bằng chứng về lợi ích với khả năng gây hại.

## Tác dụng phụ
Infliximab có tác dụng phụ, đe dọa đến tính mạng, phổ biến đối với các thuốc thuộc nhóm thuốc ức chế miễn dịch ức chế TNF (bao gồm cả etanercept (Enbrel) và adalimumab (Humira)). Một số nghiêm trọng nhất là:
- nhiễm trùng nghiêm trọng
- kích hoạt lại viêm gan B
- kích hoạt lại bệnh lao [20]
- U lympho tế bào T gây chết tế bào gan (thường chỉ khi kết hợp với 6-mercillinurine)
- lupus do thuốc
- demyelinating hệ thống thần kinh trung ương rối loạn
- bệnh vẩy nến và tổn thương da vẩy nến
- bệnh bạch biến mới khởi phát

Các trường hợp giảm bạch cầu, giảm bạch cầu, giảm tiểu cầu và giảm pancytop (một số trường hợp tử vong) đã được báo cáo với Infliximab. FDA đã đưa ra một cảnh báo cho các bác sĩ xuất hiện trong nhãn sản phẩm tương ứng của Infliximab hướng dẫn họ sàng lọc và theo dõi bệnh nhân tiềm năng cẩn thận hơn.  FDA đã đưa ra một cảnh báo cho các bác sĩ rằng có nguy cơ mắc ung thư hạch và các bệnh ung thư khác liên quan đến việc sử dụng Infliximab và các thuốc chẹn yếu tố hoại tử khối u khác ở trẻ em và thanh thiếu niên.
Điều trị duy trì bằng thuốc (so với điều trị gián đoạn hoặc lẻ tẻ) làm giảm khả năng phát triển kháng thể đối với Infliximab được biết là làm giảm hiệu quả của thuốc. Điều trị kết hợp với methotrexate (một loại thuốc chống nấm ức chế hệ thống miễn dịch) đã được chứng minh là làm giảm sự hình thành các kháng thể này ở bệnh nhân viêm khớp dạng thấp  và điều trị kết hợp với các thuốc ức chế miễn dịch khác đã được chứng minh là làm giảm khả năng các kháng thể này được hình thành. trong bệnh Crohn. Việc sử dụng thuốc ức chế miễn dịch có thể không cần thiết trong tất cả các bệnh được chỉ định sử dụng Infliximab, và việc sử dụng bừa bãi những thuốc ức chế miễn dịch khác này có những rủi ro riêng. Infliximab được nghiên cứu trong đơn trị liệu (không dùng thuốc ức chế miễn dịch đồng thời như methotrexate hoặc azathioprine) trong bệnh vẩy nến, viêm khớp vẩy nến và viêm cột sống dính khớp. Chỉ sử dụng trong viêm khớp dạng thấp yêu cầu sử dụng đồng thời methotrexate bằng cách dán nhãn sản phẩm của FDA; tuy nhiên, việc sử dụng đồng thời methotrexate trong các tình trạng bệnh khác có thể giúp giảm đáp ứng miễn dịch của cơ thể với Infliximab và tăng thời gian hiệu quả của nó.

## Dược lý
Infliximab là một tinh khiết, tái tổ hợp DNA có nguồn gốc từ  kháng thể đơn dòng IgG khảm con người-chuột mà bao gồm chuột nặng và ánh sáng chuỗi vùng biến kết hợp với các vùng thường xuyên nhân nặng và ánh sáng chuỗi. Nó có thời gian bán hủy trong huyết thanh là 9,5 ngày và có thể được phát hiện trong huyết thanh 8 tuần sau khi điều trị truyền dịch.
Infliximab vô hiệu hóa hoạt động sinh học của TNF-α bằng cách liên kết với ái lực cao với chất hòa tan (trôi nổi tự do trong máu) và màng tế bào (nằm trên màng ngoài của tế bào T và các tế bào miễn dịch tương tự) của TNF-a, và ức chế hoặc ngăn chặn sự gắn kết hiệu quả của TNF-α với các thụ thể của nó. Infliximab và adalimumab (một chất đối kháng TNF khác) thuộc nhóm "kháng thể kháng TNF" (chúng ở dạng kháng thể tự nhiên) và có khả năng vô hiệu hóa tất cả các dạng (ngoại bào, xuyên màng - và liên kết với thụ thể) TNF-a. Etanercept, một chất đối kháng TNF thứ ba, thuộc một phân lớp khác (protein tổng hợp cấu trúc thụ thể), và do dạng biến đổi của nó, không thể trung hòa TNF-a gắn với thụ thể. Ngoài ra, các kháng thể chống TNF adalimumab và Infliximab có khả năng lysing các tế bào tham gia vào quá trình viêm, trong khi protein tổng hợp thụ thể dường như thiếu khả năng này. Mặc dù ý nghĩa lâm sàng của những khác biệt này chưa được chứng minh tuyệt đối, etanercept, đã được chứng minh là hoạt động kém hơn so với giả dược đối với bệnh Crohn. Những khác biệt này có thể giải thích cho các hành động khác biệt của các loại thuốc này về cả hiệu quả và tác dụng phụ.
Infliximab có độ đặc hiệu cao đối với TNF-α và không vô hiệu hóa TNF beta (TNFβ, còn được gọi là lymphotoxin α), một cytokine không liên quan sử dụng các thụ thể khác nhau từ TNF-α. Các hoạt động sinh học được quy cho TNF-a bao gồm việc tạo ra các cytokine tiền viêm (như interleukin IL-1 và IL-6), tăng cường sự di chuyển của bạch cầu hoặc di chuyển từ các mạch máu vào các mô (bằng cách tăng tính thấm của lớp nội mô của mạch máu) và tăng sự giải phóng các phân tử kết dính. Infliximab ngăn ngừa bệnh ở chuột biến đổi gen (một loại chuột đặc biệt được chế tạo sinh học để tạo ra một dạng TNF-α ở người và được sử dụng để kiểm tra kết quả của những loại thuốc này có thể được mong đợi ở người). Những con chuột thí nghiệm này bị viêm khớp do sản xuất TNF-a ở người của chúng, và khi được dùng sau khi khởi phát bệnh, Infliximab cho phép các khớp bị ăn mòn để chữa lành.
Các kháng thể đơn dòng khác nhắm mục tiêu TNF-α là golimumab, adalimumab và certolizumab pegol. Etanercept cũng liên kết và ức chế hoạt động của TNF-a, nhưng không phải là kháng thể đơn dòng (thay vào đó là sự hợp nhất của thụ thể TNF và vùng không đổi kháng thể).

## Lịch sử
Vai trò của TNF như một nhân tố chính trong sự phát triển của viêm khớp dạng thấp ban đầu được George Kollias và các đồng nghiệp chứng minh trong các bằng chứng nghiên cứu nguyên tắc trong các mô hình động vật chuyển gen.
Infliximab được phát triển bởi Junming Le (b.1940) và Jan Vilček (b.1933) tại Đại học Y New York và hợp tác với Centocor, (nay là Janssen Biotech, Inc.) 

## Xã hội và văn hoá

### Tiếp thị
Remicade được tiếp thị bởi Janssen Biotech, Inc (trước đây là Centocor Biotech, Inc) ở Mỹ, Mitsubishi Tanabe Pharma tại Nhật Bản, Xian Janssen ở Trung Quốc, và Schering-Plough (nay là một phần của Merck & Co) ở nơi khác.

### Sinh học
Vào tháng 6 năm 2013, hai phiên bản sinh học (Inflectra và Remsima) đã được đệ trình để phê duyệt ở châu Âu, bởi Aidira và Celltrion chăm sóc sức khỏe tương ứng. Cả hai đều có ý kiến tích cực từ Ủy ban Dược phẩm Châu Âu (EMA) của Cơ quan Dược phẩm Châu Âu (CHMP) để bán tại Liên minh Châu Âu (EU).  Celltrion đã đạt được phê duyệt ủy quyền tiếp thị (MAA) từ 27 quốc gia EU và 3 quốc gia EEA (Khu vực kinh tế châu Âu) vào tháng 9 năm 2013.
Tại Nhật Bản, Celltrion đã nhận được ủy quyền tiếp thị cho Remsima từ Bộ Y tế, Lao động và Phúc lợi Nhật Bản (MHLW) vào tháng 7 năm 2014.
Tại Ấn Độ, Dược phẩm sinh học Epirus đã được phê duyệt để sản xuất Infliximab sinh học dưới tên thương hiệu "Infimab" (tên đường mòn BOW015).
FDA Hoa Kỳ đã phê duyệt Celltrion/Aidira/Pfizer's Inflectra (Infliximab-dyyb) vào tháng 4 năm 2016. . Mặc dù tên thương mại của Hoa Kỳ là Inflectra, nó được bán ở châu Âu với tên Remsima. 
FDA Hoa Kỳ đã phê duyệt Renflexis của Samsung Bioepis Co., Ltd. (Infliximab-abda) vào tháng 4 năm 2017. 
Biogen đã phát hành một loại thuốc sinh học khác, Flixabi, đã được phê duyệt ở Đức, Anh và Hà Lan.

### Sẵn có/khả năng chi trả
Giống như tất cả các chất ức chế TNF, Infliximab là một loại thuốc đắt tiền, có giá khoảng 900 đô la Mỹ cho 100   Liều mg, và ở Hoa Kỳ được bảo hiểm bởi hầu hết mọi chương trình bảo hiểm y tế (mặc dù mũ trên nhiều chương trình khiến nó chỉ có thể được bảo hiểm cho một tập hợp các phương pháp điều trị trong một năm). Infliximab được cung cấp dưới dạng bột vô trùng, trắng, đông khô, vì vậy phải được phục hồi và quản lý bởi một chuyên gia chăm sóc sức khỏe, thường là trong bệnh viện hoặc văn phòng. Vì lý do này, nó thường được bảo hiểm theo bảo hiểm y tế lớn hơn là bảo hiểm thuốc theo toa. Phác đồ tải cho tất cả các chỉ định được phê duyệt xảy ra ở tuần 0, 2 và 6 với liều lượng trên.
Infliximab có sẵn từ NHS ở Anh để điều trị bệnh Crohn với ba tiêu chí được đáp ứng. Bệnh nhân nên mắc bệnh Crohn hoạt động nghiêm trọng với số điểm CDAI từ 300 trở lên, chưa đáp ứng với thuốc điều hòa miễn dịch và corticosteroid và phẫu thuật là không phù hợp. Kể từ tháng 2 năm 2015, nó cũng được phê duyệt để điều trị viêm loét đại tràng nơi các phương pháp điều trị khác không hiệu quả.
Infliximab có sẵn thông qua PBS tại Úc để điều trị bệnh Crohn với điều kiện bệnh nhân không đáp ứng với điều trị thông thường và đang bị một trường hợp nghiêm trọng của tình trạng này.
Infliximab có sẵn tại Cộng hòa Ireland thông qua Chương trình thanh toán thuốc và thẻ y tế của HSE.
Johnson & Johnson đã báo cáo trong báo cáo thường niên năm 2013, "REMICADE® (Infliximab), chiếm khoảng 9,4% tổng doanh thu của Công ty cho tài khóa 2013".